# Askersundsbygdens Tidning
Askersundsbygdens Tidning var en dagstidning med utgivningsperiod från den 16 november 1956 till den 30 juli 1960. Tidningens fullständiga titel var Askersundsbygdens tidning / Nyhets och annonsorgan för Askersund, Södra Närke och Norra Västergötland.

## Redaktion
Redaktionen låg hela tiden i Motala. Tidningen var tredagars med utgivning måndag, onsdag och fredag eftermiddag till 3 januari 1958 då det blev morgonen tisdag, torsdag och lördag. Närstående tidning var Motala Tidning. Askersundsbygdens tidning var en edition till Motala Tidning. Politiskt kallade sig tidningen oberoende.
| Period                 | Ansvarig utgivare             | Titel          | Period                 | Redaktör                   |
| 1956-10-10--1957-11-14 | Berglund, Helmer Edvard Eugén | chefredaktören | 1956-11-16--1957-11-01 | Berglund, Helmer           |
| 1957-11-15--1958-09-17 | Nygren, Arne                  | redaktören     | 1957-11-04--1957-12-11 | Bergström, Birger red chef |
| 1958-09-18--1960-07-30 | Sandvall, Tore Emanuel        | redaktören     | 1957-12-13--1957-12-30 | Nygren, Arne               |
|                        |                               |                | 1958-01-02--1958-10-01 | Nygren, Arne red chef      |
|                        |                               |                | 1958-10-03--1960-07-30 | Sandvall, Tore red chef    |

## Tryckning
Förlaget  hette Motala tidning aktiebolag i Motala. Tryckeri  hette Motala tidning aktiebolag tryckeri men från 1958 bara Motala tidnings tryckeri. Tekniskt kunde man trycka i två färger. Antikva användes som typer. Satsytan var av typen broadsheet med måtten 51x35 cm. Sidantalet var oftast åtta sidor, ibland tio. Prenumerationspriset ökade från 22,50 kronor 1957 till 30 kronor 1960. Upplagan var 1957 3200 men sjönk 1958 till 2400, 1959 till 1800 och 1960 endast 1100så det var inte konstigt att tidningen lades ner efter detta år.